# Royal Enfield Interceptor
L'Interceptor est un modèle de moto britannique construite par Royal Enfield entre 1960 et 1970 et remise en production depuis 2018. La 700 Interceptor introduite en 1960 était une version modifiée du modèle Constellation 692 cm3. En 1962, la société proposa la 750 Interceptor qui évolua en permanence jusqu'à la fin de sa production en 1971.
En 2017, un nouveau modèle d'Interceptor avec le nouveau moteur bicylindre parallèle de 648 cm3 est présenté par Royal Enfield au salon EICMA de Milan.

## 700 Interceptor
En 1960, Royal Enfield lança la première moto portant le nom d'« Interceptor ». Elle était équipée d'une version modifiée du plus gros moteur de la compagnie, le bicylindre en ligne vertical 692 cm3 vendu seulement aux États-Unis et au Canada. Tous les moteurs portaient le préfixe lettres « VAX », ce qui les a souvent désignés comme « VAX Interceptor ». À noter que la 692 cm3 Constellation porte « VA » comme préfixe moteur (sur le modèle d'exportation), le « X » a été ajouté pour indiquer que l'Interceptor avait un moteur expérimental. Ceux-ci étaient équipés de deux carburateurs (sauf pour certains au début de la production), d'un vilebrequin allégé et équilibré, de cames racing « R », d'un allumage à magnéto Lucas à avance manuelle et quelques autres modifications afin de réduire le poids par rapport aux autres modèles Royal Enfield. Il existait aussi un modèle Interceptor « S » (Sport) avec highway trim (habillage de route) avec projecteur à attaches rapides (QD), etc., tout ceci offert car Enfield ne réussissait pas à vendre des quantités suffisantes de motos en version scrambler. Au total, 158 Interceptor 692 cm3 furent produites conformément aux registres d'expédition de l'usine Redditch détenus par le Royal Enfield Owners Club au Royaume-Uni. Toutes ces machines ont été marqués avec le préfixe moteur « VAX ». La production de 692 cm3 VAX Interceptor fut de 170. La première moto quitta l'usine en décembre 1959, et les dernières furent expédiées en juillet 1961.

## Interceptor S1
Royal Enfield présenta son tout nouveau moteur bicylindre de 736 cm3 en 1962 sur l’Interceptor 750. L'Enfield reprenait toute la conception originale de ses aînées avec un gros bloc-moteur rondouillard, utilisé comme élément porteur, et dont les formes plantureuses sont dues au fait qu'il inclut aussi le réservoir d'huile, contrairement aux autres bicylindres anglais à réservoir séparé. L'autre particularité des bicylindres Enfield est que les arbres à cames, la magnéto et la boîte sont entraînés par chaînes. Puissante et rapide, l'Interceptor offrait en options trois sortes de pistons et d'arbres à cames. L'alésage et la course étaient de 71 × 93 mm. Ce nouveau moteur était similaire au moteur de 692 cm3 mais il n'y avait pratiquement aucune partie qui n'ait été modifiée ou améliorée. Les carters moteur furent renforcés pour résister au couple accru. Ce moteur se distinguait des autres bicylindres britanniques contemporains par son calage à 360° et son vilebrequin qui était équilibré dynamiquement à l’usine, ce qui en a fait l’un des moteurs les plus lisses de tous les temps.
Les motos de la série 1 avaient une magnéto à avance automatique, un allumage par bobine et une nouvelle selle. Il existait également un modèle à simple carburateur. Cette première série fut fabriquée jusqu'en 1966.

## Interceptor S1A
La Série 1A de l'Interceptor fut présentée en 1967, avec deux sous modèles : GP7 et TT7. Le changement majeur fut l'introduction de la bobine d'allumage en remplacement de la magnéto. Les modèles américains reçurent un nouveau réservoir chromé, une nouvelle selle, un nouveau support d'instruments, un nouveau guidon, et de nouveaux garde-boue. Toutes les Interceptor S1A recevaient un double carburateur MK1 Amal.

## Interceptor S2
Le moteur de l'Interceptor de la série 2 était une refonte majeure de celui de la série 1A. Il comprenait un carter humide afin d'améliorer le débit d'huile vers le vilebrequin. Les rupteurs d'allumage furent déplacés à l'extrémité de l'arbre à cames d'échappement et le cache de distribution fut redessiné en conséquence. Ce moteur fut utilisé sur l’Interceptor jusqu’à la fin de sa production en 1970. Ce même bloc fut utilisé par la suite sur les Rickman Interceptor et Clymer Enfields,.
La vieille marque anglaise a produit de 1968 à sa fin, en 1971, quelque six cents exemplaires de l'Interceptor série 2.

## Interceptor S3
Royal Enfield fabriqua un prototype série 3 d’Interceptor en 1970 en prévision du remplacement de la série 2. L’alésage passa à 73 mm pour emmener la cylindrée du moteur à 778 cm3. Ce modèle portait la désignation « Interceptor 800 ». Au moins une machine complète fut construite et testée sur route par l'ingénieur chargé du développement Richard Stevens. Celui-ci se rendit à l'étranger, participa à des réunions au printemps 1970 et se fit chronométrer par le MIRA à 206 km/h. Cependant, l'usine ferma avant la mise en production de ce modèle.

## Interceptor 650 2018
Royal Enfield a présenté une nouvelle version de l'Interceptor en novembre 2017 à l'EICMA ; le modèle a été dévoilé par le PDG de Royal Enfield, Siddhartha Lal et le président, Rudratej Singh en même temps que la Continental GT 650. Les deux modèles partagent le même moteur et le même cadre conçu par la société Harris Performance, spécialisée dans le châssis classique et qui a notamment œuvré dans les années 1990 en MotoGP. Harris Performance est propriété de Royal Enfield depuis 2015, au sein du Groupe Eicher Motors. Les seules différences entre ces deux modèles se situent au niveau de la position de conduite et de l'esthétique générale de la moto. Ainsi l'Interceptor affiche un style roadster tandis que celui de la Continental GT est dans la veine des Café Racer. Il est à noter que sur le marché nord-américain, l'Interceptor 650 adopte la dénomination « INT650 », le nom commercial « Interceptor » ayant été déposé aux États-Unis par Honda dans les années 1980 pour ses modèles sportifs à moteur V4, les VF500, VF750 et VF1000.
Ce modèle est motorisé par le nouveau bicylindre en ligne vertical refroidi par air et huile, pesant 70 kg. Ce moteur à injection (Bosch) cube 648 cm3 et affiche des cotes supercarrées (78 × 67,8 mm) ainsi qu'un calage à 270° favorable au caractère moteur. Son architecture présente quatre soupapes par cylindre, un simple arbre à cames en tête et un taux de compression de 9,5 à 1, il développe une puissance de 34,9 kW (47 ch) à 7 250 tr/min et un couple de 52,3 N m (5,3 m kg) à 5 250 tr/min dont 80 % sont disponibles dès 2 500 tr/min. Le moteur répond aux normes Euro 4 (production jusqu'à 2020) puis Euro 5 (depuis le 1er janvier 2021) sans modification majeure ; il répond également à la réglementation du permis A2.
Ce modèle utilise nombre de codes stylistiques des années 1960 comme son imposant phare de sept pouces, son combiné d'instruments, ses jantes à rayons de 18 pouces et sa selle double matelassée. L'étroit réservoir en forme de goutte estampillé d'un badge classique sur les versions monocolores, ou d'un lettrage sur les versions bicolores, est surmonté d'un bouchon de carburant de style Monza. Le cadre en acier tubulaire double berceau à boucle arrière classique est un clin d'œil à l'Interceptor originale, il affiche un poids de 20,4 kg.
L'interceptor 650 est proposée en six coloris, chrome (Glitter & Dust), rouge/noir (Ravishing Red), blanc/rouge (Baker Express), orange (Orange Crush), gris (Silver Spectre) ou noir (Mark Three). De nouveaux coloris apparaissent en 2021 avec le passage à Euro 5: Chrome (Mark 2), rouge/noir (Sunset Strip), blanc/Noir (Black Pearl), Bleu/orange (Barcelona Blue), Noir/Bronze (Black Ray), Rouge (Canyon Red), Vert (Halcyon Green)[réf. à confirmer].